# 제5대 판첸 라마

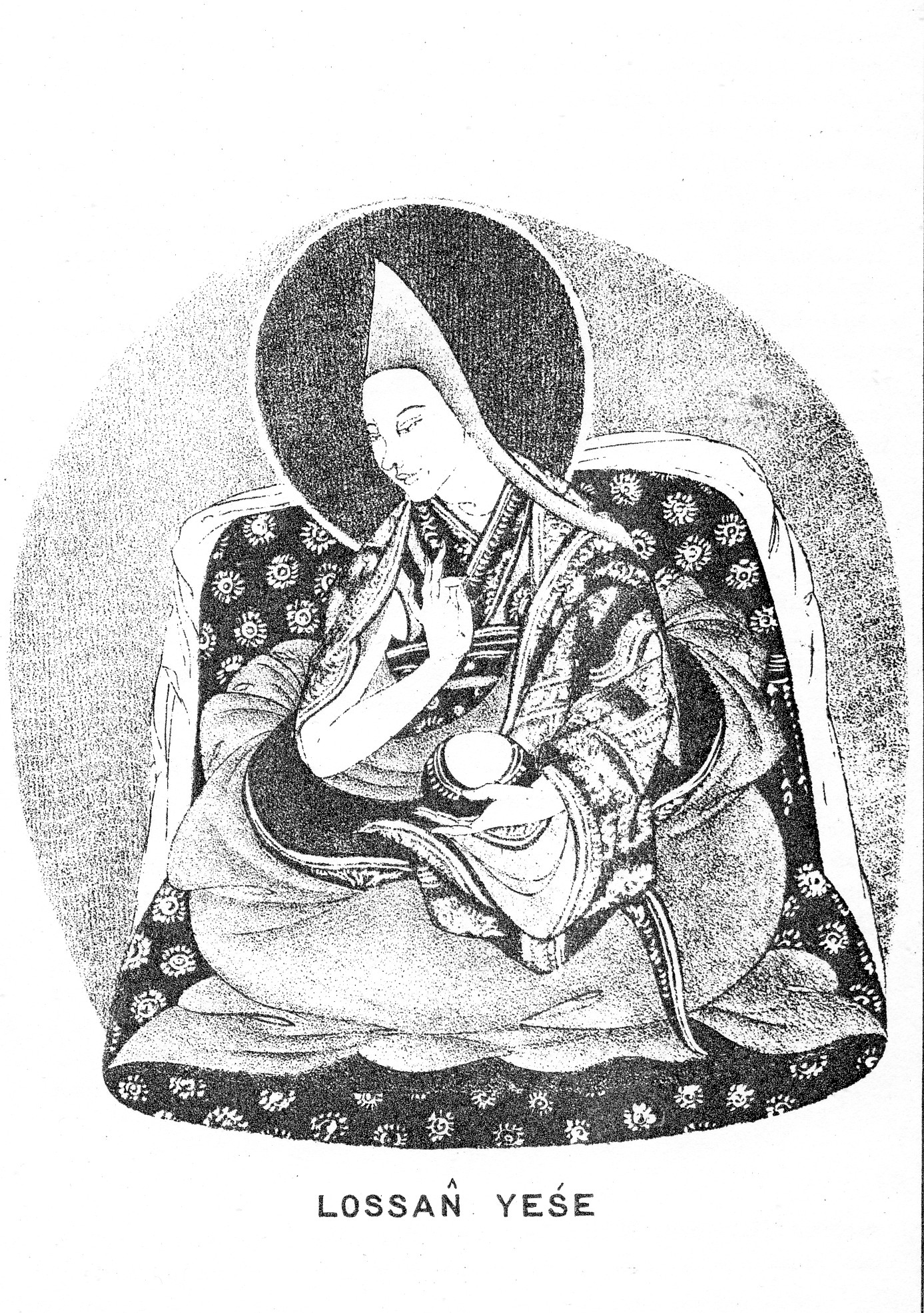
제5대 판첸 라마

로쌍예세(1663~1737)은 티베트의 제5대 판첸 라마이다.
티베트의 유복한 가문의 자식으로 태어났으며, 태어난 지 얼마 되지 않아 제4대 판첸 라마의 환생자로 지목되어 성대한 의식과 함께 타쉬룬포 사원으로 거주지를 옮겼다. 8살에 제5대 달라이 라마가 직접 승려 의식을 치루어주었으며, 로쌍예셰라는 이름을 내려주었다.
그가 32살일 때, 그는 베이징으로 칙서를 보내서 청나라 정부에게 예를 갖추었고, 이에 대한 화답으로 강희제가 그를 베이징으로 초대했으나 로쌍예셰는 천연두에 대한 두려움으로 인해 그 곳으로 가지 않았다. 제5대 달라이 라마는 그가 죽기 전 로쌍예셰에게 새로운 환생자를 찾는 일을 맡겼고, 로쌍예셰는 이를 성실히 수행하여 드디어 제6대 달라이 라마인 창양갸초를 찾아낸다.
얼마 지나지 않아 몽골의 왕이 티베트로 쳐들어와 티베트의 섭정을 살해했고, 창양갸초는 이 일로 진노하여 그의 직위를 내려놓겠다고 할 정도였다. 어쨌든 이로 인해 티베트의 국정은 대혼란에 빠지게 되었다. 이러한 난국에 로쌍예셰는 강희제로부터 편지를 받게되고, 1720년 제7대 달라이 라마가 즉위하자 로쌍예셰는 그에게 직접 왕관을 씌워주었다.
그는 오랫동안 장수했고, 18개의 시집을 썼으며 1737년에 선종했다. 그는 전임자와 같이 타쉬룬포 사원에 있던 동으로 만든 돔형 무덤에 묻혔으나, 다른 판첸 라마들의 능처럼 그의 무덤도 문화 대혁명의 참화를 피해가지 못하고 홍위병들에게 무자비하게 파괴되었다.